# Bene (Ukraine)
Bene (ukrainisch Бене, früher auch Беня Benja; russisch Бэнэ Bene) ist ein Ort im Rajon Berehowe in der Oblast Transkarpatien in der westlichen Ukraine und liegt am Fluss Borschawa.

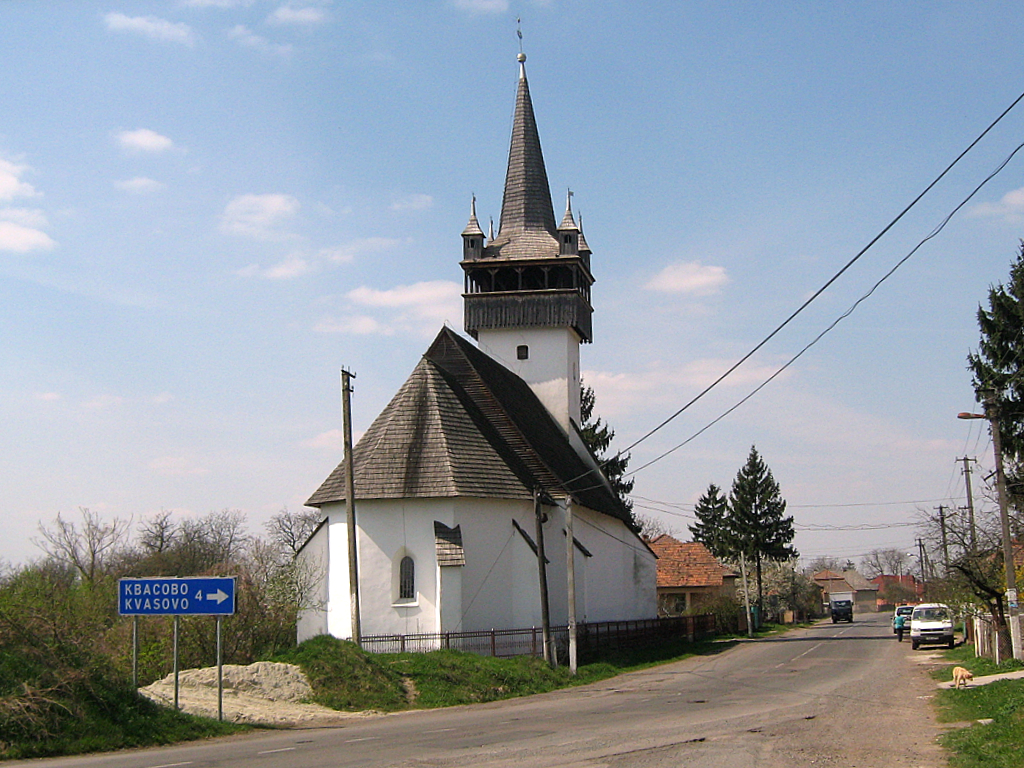
Kirche im Ort

Der Ort wurde 1269 zum ersten Mal als Bhene urkundlich erwähnt und zum Großteil von derzeit etwa 1400 ungarischstämmigen Einwohnern auf 1,4 km² Fläche bewohnt.
Bis 1919 gehörte die Ortschaft innerhalb des Kaiserreichs Österreich-Ungarn zum Königreich Ungarn, danach als Teil der Karpatenukraine zur Tschechoslowakei. Mit der Annektierung kam sie 1938–1945 wieder zu Ungarn, ab 1945 war Bene ein Teil der Sowjetunion und seit deren Zerfall seit 1991 Teil der unabhängigen Ukraine. Nach 1945 trug der Ort den offiziellen Namen Benja (Беня) und wurde am 25. Juni 1946 in Добросілля Dobrosillja, (russisch Доброселье Dobroselje) umbenannt, am 1. April 1995 kam es zur Rückbenennung auf den historischen Namen.
Das Dorf verfügt über eine reformierte sowie eine gemeinsam von der römisch-katholischen und griechisch-katholischen Gemeinde genutzte Kirche.
Am 12. Juni 2020 wurde das Dorf ein Teil neu gegründeten Stadtgemeinde Berehowe im Rajon Berehowe; bis dahin bildete es die Landratsgemeinde Bene (Бенянська сільська рада/Benjanska silska rada).